# Chalchiuhtlicueyecatl
Chalchiuhtlicueyecatl ("Morada de la que tiene falda de jade") en la mitología azteca es la casa de la diosa Chalchiuhtlicue, ubicada en medio del Hueyauacaotlan (el océano). Fue identificado con el golfo de México.